# Hildebrandtia
Hildebrandtia es un género con una sola especie aceptada de las 9 descritas de plantas con flores perteneciente a la familia de las convolvuláceas. 

## Especies
- Hildebrandtia austinii Staples
- Hildebrandtia promontorii Deroin
- Hildebrandtia valo Deroin